# Tour de France 2001

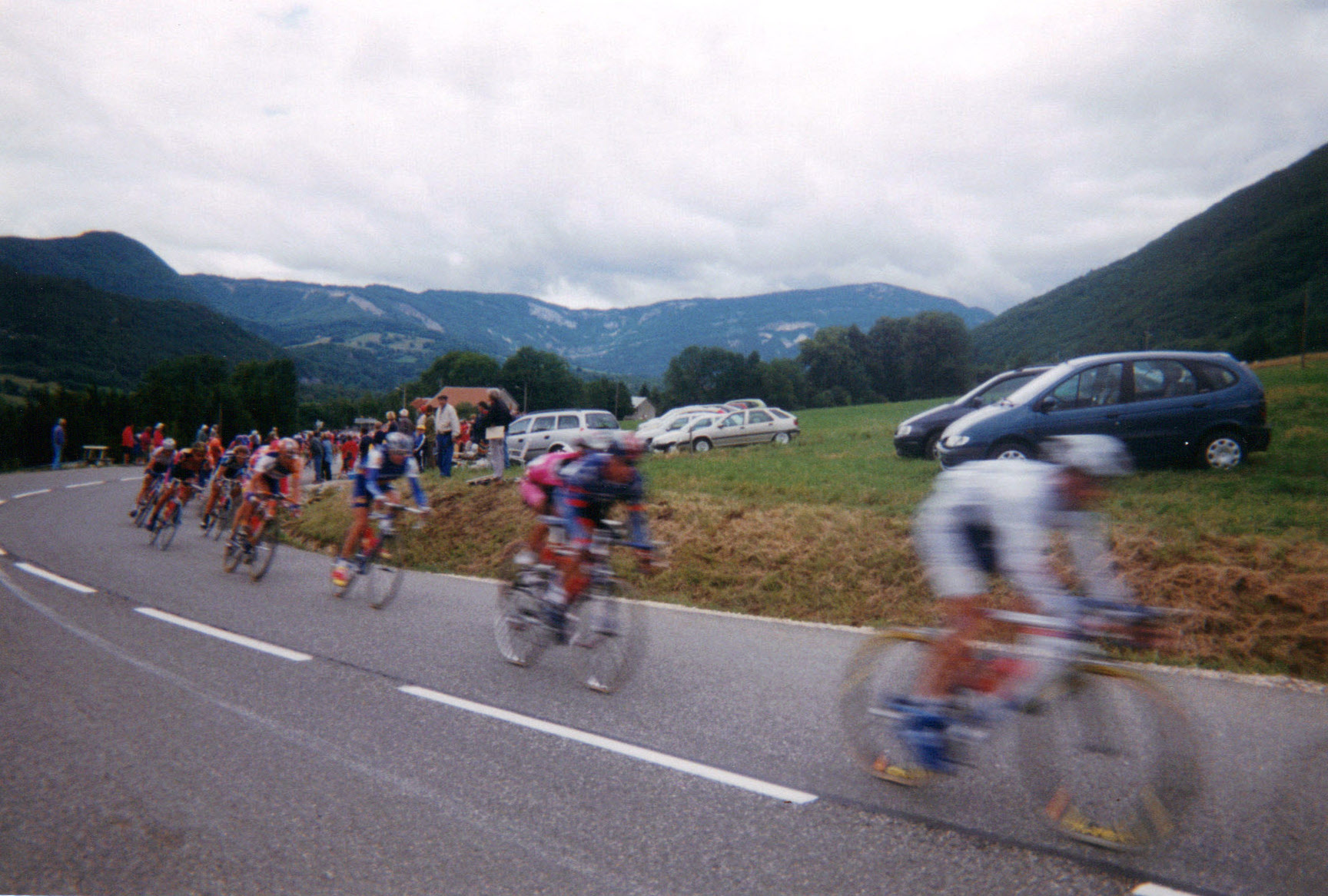
Lors de la 9e étape

Le Tour de France 2001 est la 88e édition du Tour de France cycliste. Il a eu lieu du 7 juillet au 29 juillet 2001 sur 20 étapes pour 3 453 km. Le départ du Tour a lieu à Dunkerque ; l'arrivée se juge aux Champs-Élysées à Paris.
Ce Tour est sans vainqueur depuis le déclassement de l'Américain Lance Armstrong en octobre 2012. Tous ses résultats obtenus depuis le 1er août 1998 lui ont été retirés pour plusieurs infractions à la réglementation antidopage. Cette édition est la troisième des sept consécutives qu'il aurait gagnées jusqu'en 2005.
Le podium était identique à celui de l'édition précédente : Lance Armstrong devançait au classement général l'Allemand Jan Ullrich et l'Espagnol Joseba Beloki, qui restent deuxième et troisième après son déclassement. L'Allemand Erik Zabel, vainqueur de trois étapes, remporte pour la sixième fois le maillot vert du classement par points. Le Français Laurent Jalabert, vainqueur de deux étapes, obtient le maillot à pois de meilleur grimpeur et l'Espagnol Óscar Sevilla le maillot blanc de meilleur jeune. L'équipe Kelme s'impose au classement par équipes.

## Participation
Sept équipes françaises sont présentes sur ce Tour. L'équipe Jean Delatour y participe pour la première fois et les équipes Festina et Auber 93 pour la dernière fois. Festina disparait fin 2001 et Auber 93 n'est plus sélectionnée depuis.
| Groupes sportifs I (16)- US Postal Service - Deutsche Telekom - ONCE-Eroski - Festina - Fassa Bortolo - Rabobank - Lotto-Adecco - Cofidis-Le Crédit par Téléphone - Mapei-Quick Step - iBanesto.com - Crédit agricole - Euskaltel-Euskadi - CSC-Tiscali - Kelme-Costa Blanca - Lampre-Daikin - Domo-Farm Frites-Latexco Groupes sportifs II (5)- AG2R Prévoyance - Jean Delatour - Bonjour - La Française des jeux - BigMat-Auber 93 |
| |

Richard Virenque ne participe pas à cette édition du Tour, suspendu pour dopage dans l'affaire Festina.

## Barème des classements

### Classement général
Le classement général individuel au temps s'établit par l'addition des temps réalisés par chaque coureur dans les 21 étapes compte tenu des pénalités et des bonifications en temps (vingt, douze et huit secondes pour les trois premiers de chaque étape en ligne, six, quatre et deux pour les trois premiers des sprints intermédiaires).
En cas d'égalité de temps au classement général, les centièmes de seconde enregistrés par les chronométreurs lors du contre-la-montre « individuel » sont réincorporés dans le temps total pour départager les coureurs. En cas de nouvelle égalité, il est fait appel à l'addition des places obtenues à chaque étape et, en dernier ressort, à la place obtenue dans la dernière étape disputée.

#### Bonifications
Des bonifications sont attribuées dans toutes les arrivées des étapes en ligne, et donc à l'exception des étapes de contre-la-montre individuel. Elles sont de vingt, douze et huit secondes aux trois premiers coureurs classés. D'autres sont également attribuées lors des sprints intermédiaires, avec six, quatre et deux secondes distribuées aux trois premiers.

### Classements annexes

#### Classement par points
Le classement par points est établi en fonction du barème suivant :
- arrivée des étapes de plaine : 35, 30, 26, 24, 22, 20, 19, 18, 17, 16, 15, 14, 13, 12, 11, 10, 9, 8, 7, 6, 5, 4, 3, 2 et 1 jusqu'au 25e coureur classé ;
- arrivée des étapes de moyenne montagne : 25, 22, 20, 18, 16, 15, 14, 13, 12, 11, 10, 9, 8, 7, 6, 5, 4, 3, 2 et 1 jusqu'au 20e coureur classé ;
- arrivée des étapes de montagne : 20, 17, 15, 13, 12, 11, 10, 9, 8, 7, 6, 5, 4, 3, 2, 1 jusqu'au 16e coureur classé ;
- arrivée des contre-la-montre individuel : 15, 12, 10, 8, 6, 5, 4, 3, 2, 1 jusqu'au 10e coureur classé ;
- sprints intermédiaires : 6, 4, 2 jusqu'au 3e coureur classé.

En cas d'égalité, les coureurs sont départagés par leur nombre de victoires d'étapes puis par le nombre de victoires dans les sprints intermédiaires et enfin par le classement général individuel au temps. Pour figurer au classement général individuel par points, les lauréats doivent obligatoirement terminer le Tour de France.

#### Classement de la montagne
Le classement de la montagne est établi en fonction du barème suivant :
- Côtes hors catégorie : 40, 35, 30, 26, 22, 18, 16, 14, 12, 10, 8, 6, 4, 2 et 1 point pour les 15 premiers coureurs classés ;
- Côtes de 1re catégorie : 30, 26, 22, 18, 14, 12, 10, 8, 6, 4, 2, 1 point pour les douze premiers coureurs classés ;
- Côtes de 2e catégorie : 20, 15, 12, 10, 8, 6, 4, 3, 2, 1 point pour les dix premiers coureurs classés ;
- Côtes de 3e catégorie : 10, 7, 5, 3, 1 point pour les cinq premiers coureurs classés ;
- Côtes de 4e catégorie : 5, 3, 1 point pour le premier coureur classé.

En cas d'égalité, le coureur ayant obtenu le plus grand nombre de places de premier au sommet des côtes hors catégorie sera déclaré vainqueur. Puis idem pour les côtes des 1re, 2e, 3e et 4e catégories, puis en cas d'égalité absolue le au classement général final au temps. Pour figurer au classement général du meilleur grimpeur, les lauréats doivent obligatoirement terminer le Tour de France.

#### Classement des jeunes
Le classement des jeunes est réservé aux coureurs nés depuis le 1er janvier 1976. Le premier d'entre eux au classement général individuel au temps est le leader journalier des jeunes. À l'issue de la dernière étape, il est déclaré vainqueur du classement des jeunes.

#### Classement par équipes
Le classement général par équipes de chaque étape s'établit par l'addition des trois meilleurs temps individuels de chaque équipe. Le classement général est réalisé avec la somme des temps de chaque équipe dans chaque étape. Dans les classements d'étape, en cas d'ex æquo, les équipes réalisant le même temps sont départagées par l'addition des places obtenues par leurs trois meilleurs coureurs au classement de cette étape. En cas de nouvelle égalité, les équipes sont départagées par la place de leur meilleur coureur au classement de l'étape.
Au classement général, en cas d'ex æquo, les équipes sont départagées par leur nombre de victoires d'étapes par équipe, puis par leur nombre de places de deuxième, et ainsi de suite jusqu'à ce qu'un nombre de places obtenues par l'une ou l'autre permette d'établir leur classement définitif. S'il y a toujours égalité, les équipes sont départagées par la place de leur meilleur coureur au classement général individuel. Toute formation réduite à moins de 3 coureurs est éliminée du classement général par équipes.

#### Prix de la combativité
Le prix de la combativité récompense le coureur le plus généreux dans l'effort et manifestant le meilleur esprit sportif. Ce prix, attribué dans les étapes en ligne à l'exception de la dernière étape, est décerné par un jury présidé par le directeur de l'épreuve :
- le plus combatif de l'étape porte dans l'étape suivante des dossards de couleur rouge ;
- un super-combatif est désigné par les membres du jury à la fin du Tour de France.

## Déroulement de la course
Lors de l'étape menant à Pontarlier une échappée prend près de 35 minutes au peloton.
Lance Armstrong démarre dès la première étape alpestre dans la montée de l'Alpe d'Huez et laisse sur place tous ses adversaires, rattrapant Laurent Roux qui s'était échappé durant 198 km. Mais c'est le Français François Simon qui endosse le maillot jaune à l'issue de cette 10e étape. Il le perdra lors de la 13e étape dans les Pyrénées au profit de l'Américain, étape marquée par la longue échappée en solitaire (162 km) de Laurent Jalabert.

## Affaire de dopage
Le 14 juillet 2001, on apprend que le coureur espagnol Txema del Olmo a été contrôlé positif à l'EPO le 7 juillet, jour du prologue du Tour. Il est immédiatement exclu de la course. Le 20 décembre 2001, il est acquitté par sa fédération car elle a des doutes sur les contrôles anti-EPO du LNDD français créés seulement l'année précédente. Le 20 juillet 2002, le TAS, sur appel de l'UCI, a suspendu le coureur trois ans (comme le CPLD) dont deux ans ferme.
Le 22 octobre 2012, l'UCI déchoit Lance Armstrong de sa victoire pour dopage, à la suite du rapport émis par l'Agence américaine antidopage.

## Étapes
Initialement vainqueur de ce Tour de France et de quatre étapes, Lance Armstrong a été déclassé en octobre 2012 pour plusieurs infractions à la réglementation antidopage. Ses victoires n'ont pas été attribuées à d'autres coureurs. Il a également porté le maillot jaune à l'issue de la treizième étape jusqu'à la fin de la course.
| Étape,    | Date       | Villes étapes                                    |                                         | Distance (km)         | Vainqueur d’étape     | Leader du classement général |
| --------- | ---------- | ------------------------------------------------ | --------------------------------------- | --------------------- | --------------------- | ---------------------------- |
| Prologue  | 7 juillet  | Dunkerque – Dunkerque                            | Contre-la-montre individuel             | 8,2                   | Christophe Moreau     | Christophe Moreau            |
| 1re étape | 8 juillet  | Saint-Omer – Boulogne-sur-Mer                    | Étape de plaine                         | 194,5                 | Erik Zabel            | Christophe Moreau            |
| 2e étape  | 9 juillet  | Calais – Anvers (BEL)                            | Étape de plaine                         | 218,5                 | Marc Wauters          | Marc Wauters                 |
| 3e étape  | 10 juillet | Anvers (BEL) – Seraing (BEL)                     | Étape de plaine                         | 198,5                 | Erik Zabel            | Stuart O'Grady               |
| 4e étape  | 11 juillet | Huy (BEL) – Verdun                               | Étape accidentée                        | 215                   | Laurent Jalabert      | Stuart O'Grady               |
| 5e étape  | 12 juillet | Verdun – Bar-le-Duc                              | Contre-la-montre par équipes            | 67                    | Crédit Agricole       | Stuart O'Grady               |
| 6e étape  | 13 juillet | Commercy – Strasbourg                            | Étape de plaine                         | 211,5                 | Jaan Kirsipuu         | Stuart O'Grady               |
| 7e étape  | 14 juillet | Strasbourg – Colmar                              | Étape de moyenne montagne               | 162,5                 | Laurent Jalabert      | Jens Voigt                   |
| 8e étape  | 15 juillet | Colmar – Pontarlier                              | Étape de plaine                         | 222,5                 | Erik Dekker           | Stuart O'Grady               |
| 9e étape  | 16 juillet | Pontarlier – Aix-les-Bains                       | Étape accidentée                        | 185                   | Sergueï Ivanov        | Stuart O'Grady               |
| 10e étape | 17 juillet | Aix-les-Bains – L'Alpe d'Huez                    | Étape de montagne                       | 209                   | Lance Armstrong       | François Simon               |
| 11e étape | 18 juillet | Grenoble – Chamrousse                            | Contre-la-montre individuel en montagne | 32                    | Lance Armstrong       | François Simon               |
|           | 19 juillet | Perpignan                                        | Jour de repos                           | Journée de repos no 1 | Journée de repos no 1 | Journée de repos no 1        |
| 12e étape | 20 juillet | Perpignan – Ax-les-Thermes - Plateau de Bonascre | Étape de montagne                       | 166,5                 | Félix Cárdenas        | François Simon               |
| 13e étape | 21 juillet | Foix – Saint-Lary-Soulan - Pla d'Adet            | Étape de montagne                       | 194                   | Lance Armstrong       | Lance Armstrong              |
| 14e étape | 22 juillet | Tarbes – Luz-Ardiden                             | Étape de montagne                       | 141,5                 | Roberto Laiseka       | Lance Armstrong              |
|           | 23 juillet | Pau                                              | Jour de repos                           | Journée de repos no 2 | Journée de repos no 2 | Journée de repos no 2        |
| 15e étape | 24 juillet | Pau – Lavaur                                     | Étape accidentée                        | 232,5                 | Rik Verbrugghe        | Lance Armstrong              |
| 16e étape | 25 juillet | Castelsarrasin – Sarran                          | Étape accidentée                        | 229,5                 | Jens Voigt            | Lance Armstrong              |
| 17e étape | 26 juillet | Brive-la-Gaillarde – Montluçon                   | Étape de plaine                         | 194                   | Serge Baguet          | Lance Armstrong              |
| 18e étape | 27 juillet | Montluçon – Saint-Amand-Montrond                 | Contre-la-montre individuel             | 61                    | Lance Armstrong       | Lance Armstrong              |
| 19e étape | 28 juillet | Orléans – Évry                                   | Étape de plaine                         | 160                   | Erik Zabel            | Lance Armstrong              |
| 20e étape | 29 juillet | Corbeil-Essonnes – Paris - Champs-Élysées        | Étape de plaine                         | 160,5                 | Ján Svorada           | Lance Armstrong              |

## Classements

### Classement général final
Lance Armstrong, initialement vainqueur de ce Tour, a parcouru les 3 454,2 km en 86 h 17 min 28 s, soit une moyenne de 40,070 km/h. Il est disqualifié en 2012 et son titre n'est pas attribué à un autre coureur.
| Classement général | Classement général            | Classement général | Classement général              | Classement général |
|                    | Coureur                       | Pays               | Équipe                          | Temps              |
| ------------------ | ----------------------------- | ------------------ | ------------------------------- | ------------------ |
| 1er                | Lance Armstrong Place vacante | États-Unis —       | US Postal Service —             |                    |
| 2e                 | Jan Ullrich                   | Allemagne          | Deutsche Telekom                | + 6 min 44 s       |
| 3e                 | Joseba Beloki                 | Espagne            | ONCE-Eroski                     | + 9 min 5 s        |
| 4e                 | Andrei Kivilev                | Kazakhstan         | Cofidis-Le Crédit par Téléphone | + 9 min 53 s       |
| 5e                 | Igor González de Galdeano     | Espagne            | ONCE-Eroski                     | + 13 min 28 s      |
| 6e                 | François Simon                | France             | Bonjour                         | + 17 min 22 s      |
| 7e                 | Óscar Sevilla                 | Espagne            | Kelme-Costa Blanca              | + 18 min 30 s      |
| 8e                 | Santiago Botero               | Colombie           | Kelme-Costa Blanca              | + 20 min 55 s      |
| 9e                 | Marcos Serrano                | Espagne            | ONCE-Eroski                     | + 21 min 45 s      |
| 10e                | Michael Boogerd               | Pays-Bas           | Rabobank                        | + 22 min 38 s      |
| 11e                | Didier Rous                   | France             | Bonjour                         | + 24 min 22 s      |
| 12e                | Íñigo Chaurreau               | Espagne            | Euskaltel-Euskadi               | + 28 min 9 s       |
| 13e                | Francisco Mancebo             | Espagne            | iBanesto.com                    | + 28 min 33 s      |
| 14e                | Stefano Garzelli              | Italie             | Mapei-Quick Step                | + 29 min 0 s       |
| 15e                | Roberto Heras                 | Espagne            | US Postal Service               | + 30 min 44 s      |
| 16e                | Alexandre Vinokourov          | Kazakhstan         | Deutsche Telekom                | + 33 min 55 s      |
| 17e                | Alexandre Botcharov           | Russie             | AG2R Prévoyance                 | + 41 min 15 s      |
| 18e                | Bobby Julich                  | États-Unis         | Crédit Agricole                 | + 48 min 4 s       |
| 19e                | Laurent Jalabert              | France             | CSC-Tiscali                     | + 50 min 6 s       |
| 20e                | Carlos Sastre                 | Espagne            | ONCE-Eroski                     | + 50 min 20 s      |
| 21e                | Tomasz Brożyna                | Pologne            | iBanesto.com                    | + 53 min 35 s      |
| 22e                | Axel Merckx                   | Belgique           | Domo-Farm Frites-Latexco        | + 55 min 29 s      |
| 23e                | Laurent Brochard              | France             | Jean Delatour                   | + 56 min 1 s       |
| 24e                | Wladimir Belli                | Italie             | Fassa Bortolo                   | + 57 min 29 s      |
| 25e                | José Enrique Gutiérrez        | Espagne            | Kelme-Costa Blanca              | + 59 min 17 s      |
| modifier           |                               |                    |                                 |                    |

### Classements annexes finals
| Classement par points, | Classement par points,        | Classement par points, | Classement par points, | Classement par points, |
| ---------------------- | ----------------------------- | ---------------------- | ---------------------- | ---------------------- |
|                        | Coureur                       | Pays                   | Équipe                 | Point(s)               |
| 1er                    | Erik Zabel                    | Allemagne              | Deutsche Telekom       | 252 points             |
| 2e                     | Stuart O'Grady                | Australie              | Crédit Agricole        | 244 pts                |
| 3e                     | Damien Nazon                  | France                 | Bonjour                | 169 pts                |
| 4e                     | Alessandro Petacchi           | Italie                 | Fassa Bortolo          | 148 pts                |
| 5e                     | Sven Teutenberg               | Allemagne              | Festina                | 141 pts                |
| 6e                     | Lance Armstrong Place vacante | États-Unis —           | US Postal Service —    |                        |
| 7e                     | Jan Ullrich                   | Allemagne              | Deutsche Telekom       | 127 pts                |
| 8e                     | Ján Svorada                   | République tchèque     | Lampre-Daikin          | 124 pts                |
| 9e                     | Christophe Capelle            | France                 | BigMat-Auber 93        | 114 pts                |
| 10e                    | François Simon                | France                 | Bonjour                | 108 pts                |
| modifier               |                               |                        |                        |                        |

| Classement du meilleur grimpeur, | Classement du meilleur grimpeur, | Classement du meilleur grimpeur, | Classement du meilleur grimpeur, | Classement du meilleur grimpeur, |
| -------------------------------- | -------------------------------- | -------------------------------- | -------------------------------- | -------------------------------- |
|                                  | Coureur                          | Pays                             | Équipe                           | Point(s)                         |
| 1er                              | Laurent Jalabert                 | France                           | CSC-Tiscali                      | 258 points                       |
| 2e                               | Jan Ullrich                      | Allemagne                        | Deutsche Telekom                 | 211 pts                          |
| 3e                               | Laurent Roux                     | France                           | Jean Delatour                    | 200 pts                          |
| 4e                               | Lance Armstrong Place vacante    | États-Unis —                     | US Postal Service —              |                                  |
| 5e                               | Stefano Garzelli                 | Italie                           | Mapei-Quick Step                 | 164 pts                          |
| 6e                               | Roberto Laiseka                  | Espagne                          | Euskaltel-Euskadi                | 147 pts                          |
| 7e                               | Joseba Beloki                    | Espagne                          | ONCE-Eroski                      | 145 pts                          |
| 8e                               | Alexandre Vinokourov             | Kazakhstan                       | Deutsche Telekom                 | 134 pts                          |
| 9e                               | Patrice Halgand                  | France                           | Jean Delatour                    | 123 pts                          |
| 10e                              | Óscar Sevilla                    | Espagne                          | Kelme-Costa Blanca               | 120 pts                          |
| modifier                         |                                  |                                  |                                  |                                  |

| Classement du meilleur jeune, | Classement du meilleur jeune, | Classement du meilleur jeune, | Classement du meilleur jeune, | Classement du meilleur jeune, |
|                               | Coureur                       | Pays                          | Équipe                        | Temps                         |
| ----------------------------- | ----------------------------- | ----------------------------- | ----------------------------- | ----------------------------- |
| 1er                           | Óscar Sevilla                 | Espagne                       | Kelme-Costa Blanca            | en 86 h 35 min 58 s           |
| 2e                            | Francisco Mancebo             | Espagne                       | iBanesto.com                  | + 10 min 3 s                  |
| 3e                            | Jörg Jaksche                  | Allemagne                     | ONCE-Eroski                   | + 47 min 32 s                 |
| 4e                            | Denis Menchov                 | Russie                        | iBanesto.com                  | + 1 h 13 min 20 s             |
| 5e                            | Marco Pinotti                 | Italie                        | Lampre-Daikin                 | + 1 h 15 min 59 s             |
| 6e                            | Iván Gutiérrez                | Espagne                       | ONCE-Eroski                   | + 1 h 40 min 42 s             |
| 7e                            | Sylvain Chavanel              | France                        | Bonjour                       | + 1 h 41 min 10 s             |
| 8e                            | Haimar Zubeldia               | Espagne                       | Euskaltel-Euskadi             | + 1 h 47 min 47 s             |
| 9e                            | Bradley McGee                 | Australie                     | La Française des Jeux         | + 1 h 59 min 24 s             |
| 10e                           | Nicolas Vogondy               | France                        | La Française des Jeux         | + 2 h 9 min 7 s               |
| modifier                      |                               |                               |                               |                               |

| Classement de la combativité, | Classement de la combativité, | Classement de la combativité, | Classement de la combativité, | Classement de la combativité, |
| ----------------------------- | ----------------------------- | ----------------------------- | ----------------------------- | ----------------------------- |
|                               | Coureur                       | Pays                          | Équipe                        | Point(s)                      |
| 1er                           | Laurent Jalabert              | France                        | CSC-Tiscali                   | 94 points                     |
| 2e                            | Laurent Roux                  | France                        | Jean Delatour                 | 55 pts                        |
| 3e                            | Jens Voigt                    | Allemagne                     | Crédit Agricole               | 45 pts                        |
| 4e                            | Rik Verbrugghe                | Belgique                      | Lotto-Adecco                  | 44 pts                        |
| 5e                            | Paolo Bettini                 | Italie                        | Mapei-Quick Step              | 36 pts                        |
| 6e                            | Jacky Durand                  | France                        | La Française des Jeux         | 36 pts                        |
| 7e                            | Bradley McGee                 | Australie                     | La Française des Jeux         | 32 pts                        |
| 8e                            | David Etxebarria              | Espagne                       | Euskaltel-Euskadi             | 30 pts                        |
| 9e                            | Laurent Brochard              | France                        | Jean Delatour                 | 28 pts                        |
| 10e                           | Nicolas Jalabert              | France                        | CSC-Tiscali                   | 23 pts                        |
| modifier                      |                               |                               |                               |                               |

#### Classement par équipes
| Classement par équipes, | Classement par équipes,         | Classement par équipes, | Classement par équipes, |
|                         | Équipe                          | Pays                    | Temps                   |
| ----------------------- | ------------------------------- | ----------------------- | ----------------------- |
| 1re                     | Kelme-Costa Blanca              | Espagne                 | en 259 h 14 min 44 s    |
| 2e                      | ONCE-Eroski                     | Espagne                 | + 4 min 59 s            |
| 3e                      | Deutsche Telekom                | Allemagne               | + 41 min 6 s            |
| 4e                      | Bonjour                         | France                  | + 41 min 49 s           |
| 5e                      | Rabobank                        | Pays-Bas                | + 51 min 53 s           |
| 6e                      | US Postal Service               | États-Unis              | + 54 min 51 s           |
| 7e                      | Cofidis-Le Crédit par Téléphone | France                  | + 1 h 20 min 41 s       |
| 8e                      | iBanesto.com                    | Espagne                 | + 1 h 22 min 24 s       |
| 9e                      | Festina                         | France                  | + 1 h 45 min 33 s       |
| 10e                     | Jean Delatour                   | France                  | + 1 h 49 min 18 s       |
| modifier                |                                 |                         |                         |

### Évolution des classements
| Étape              | Vainqueur          | Classement général | Classement par points | Classement de la montagne | Classement du meilleur jeune | Classement par équipes | Prix de la combativité | Prix de la combativité |
| Étape              | Vainqueur          | Classement général | Classement par points | Classement de la montagne | Classement du meilleur jeune | Classement par équipes | Étape                  | Leader                 |
| ------------------ | ------------------ | ------------------ | --------------------- | ------------------------- | ---------------------------- | ---------------------- | ---------------------- | ---------------------- |
| P                  | Christophe Moreau  | Christophe Moreau  | Christophe Moreau     | Non décerné               | Florent Brard                | Festina                | Non décerné            | Non décerné            |
| 1                  | Erik Zabel         | Christophe Moreau  | Erik Zabel            | Jacky Durand              | Florent Brard                | Festina                | Jacky Durand           | Jacky Durand           |
| 2                  | Marc Wauters       | Marc Wauters       | Jaan Kirsipuu         | Jacky Durand              | Robert Hunter                | Crédit Agricole        | Jens Voigt             | Jacky Durand           |
| 3                  | Erik Zabel         | Stuart O'Grady     | Erik Zabel            | Benoît Salmon             | Florent Brard                | Crédit Agricole        | Nicolas Jalabert       | Jacky Durand           |
| 4                  | Laurent Jalabert   | Stuart O'Grady     | Erik Zabel            | Patrice Halgand           | Florent Brard                | Crédit Agricole        | Laurent Jalabert       | Jacky Durand           |
| 5                  | Crédit Agricole    | Stuart O'Grady     | Erik Zabel            | Patrice Halgand           | Jörg Jaksche                 | Crédit Agricole        | Non décerné            | Jacky Durand           |
| 6                  | Jaan Kirsipuu      | Stuart O'Grady     | Erik Zabel            | Patrice Halgand           | Jörg Jaksche                 | Crédit Agricole        | Rik Verbrugghe         | Jacky Durand           |
| 7                  | Laurent Jalabert   | Jens Voigt         | Erik Zabel            | Patrice Halgand           | Jörg Jaksche                 | Crédit Agricole        | Laurent Jalabert       | Laurent Jalabert       |
| 8                  | Erik Dekker        | Stuart O'Grady     | Stuart O'Grady        | Patrice Halgand           | Jörg Jaksche                 | Rabobank               | Aitor González         | Laurent Jalabert       |
| 9                  | Sergueï Ivanov     | Stuart O'Grady     | Stuart O'Grady        | Patrice Halgand           | Jörg Jaksche                 | Rabobank               | Bradley McGee          | Laurent Jalabert       |
| 10                 | Lance Armstrong    | François Simon     | Stuart O'Grady        | Laurent Roux              | Óscar Sevilla                | Rabobank               | Laurent Roux           | Laurent Roux           |
| 11                 | Lance Armstrong    | François Simon     | Stuart O'Grady        | Laurent Roux              | Óscar Sevilla                | Rabobank               | Non décerné            | Laurent Roux           |
| 12                 | Félix Cárdenas     | François Simon     | Stuart O'Grady        | Laurent Roux              | Óscar Sevilla                | Rabobank               | Paolo Bettini          | Laurent Roux           |
| 13                 | Lance Armstrong    | Lance Armstrong    | Stuart O'Grady        | Laurent Jalabert          | Óscar Sevilla                | Kelme-Costa Blanca     | Laurent Jalabert       | Laurent Jalabert       |
| 14                 | Roberto Laiseka    | Lance Armstrong    | Stuart O'Grady        | Laurent Jalabert          | Óscar Sevilla                | Kelme-Costa Blanca     | Wladimir Belli         | Laurent Jalabert       |
| 15                 | Rik Verbrugghe     | Lance Armstrong    | Stuart O'Grady        | Laurent Jalabert          | Óscar Sevilla                | Kelme-Costa Blanca     | Marco Pinotti          | Laurent Jalabert       |
| 16                 | Jens Voigt         | Lance Armstrong    | Stuart O'Grady        | Laurent Jalabert          | Óscar Sevilla                | Kelme-Costa Blanca     | Jens Voigt             | Laurent Jalabert       |
| 17                 | Serge Baguet       | Lance Armstrong    | Stuart O'Grady        | Laurent Jalabert          | Óscar Sevilla                | Kelme-Costa Blanca     | Jakob Piil             | Laurent Jalabert       |
| 18                 | Lance Armstrong    | Lance Armstrong    | Stuart O'Grady        | Laurent Jalabert          | Óscar Sevilla                | Kelme-Costa Blanca     | Non décerné            | Laurent Jalabert       |
| 19                 | Erik Zabel         | Lance Armstrong    | Stuart O'Grady        | Laurent Jalabert          | Óscar Sevilla                | Kelme-Costa Blanca     | Guillaume Auger        | Laurent Jalabert       |
| 20                 | Ján Svorada        | Lance Armstrong    | Erik Zabel            | Laurent Jalabert          | Óscar Sevilla                | Kelme-Costa Blanca     | Alexandre Vinokourov   | Laurent Jalabert       |
| Classements finals | Classements finals | Lance Armstrong    | Erik Zabel            | Laurent Jalabert          | Óscar Sevilla                | Kelme-Costa Blanca     | Laurent Jalabert       |                        |

## Liste des coureurs

### Liste des participants
Chaque équipe est composée de neuf coureurs, ce qui donne un total de 189 cyclistes sur la liste de départ. Sur ce nombre, 50 participent à leur premier Tour de France. Les coureurs viennent de 22 pays différents. Cinq pays comptent au moins 10 coureurs dans la course : la France (50), l'Espagne (37), l'Italie (24), la Belgique (18) et l'Allemagne (10). L'âge moyen des coureurs en course est de 28,83 ans, allant de 22 ans pour le Français Sylvain Chavanel (Bonjour) à 36 ans pour le Belge Ludo Dierckxsens (Lampre-Daikin). L'équipe ONCE-Eroski a la moyenne d'âge la plus jeune, tandis que l'équipe Deutsche Telekom a la moyenne d'âge la plus âgée. La taille moyenne des coureurs présents est de 1,79 m, tandis que le poids moyen est de 68,6 kg.
Sur la liste de départ, on compte cinq vainqueurs de grands tours : Lance Armstrong (Tour de France 1999 et Tour de France 2000), Jan Ullrich (Tour de France 1997 et Tour d'Espagne 1999), Laurent Jalabert (Tour d'Espagne 1995) et Stefano Garzelli (Tour d'Italie 2000.
On compte également 40 anciens vainqueurs d'étapes : Tom Steels est celui qui en compte le plus avec 9 victoires entre 1998 et 2000. Il devance Erik Zabel qui a remporté huit étapes entre 1995 et 2000.
| Légende                             | Légende                                                                                         | Légende                                | Légende                                                                                                  |
| ----------------------------------- | ----------------------------------------------------------------------------------------------- | -------------------------------------- | --- |
| Num                                 | Dossard de départ porté par le coureur sur ce Tour de France                                    | Pos                                    | Position finale au classement général                                                                    |
| Leader du classement général        | Indique le vainqueur du classement général                                                      | Leader du classement par points        | Indique le vainqueur du classement par points                                                            |
| Leader du classement de la montagne | Indique le vainqueur du classement de la montagne                                               | Leader du classement du meilleur jeune | Indique le vainqueur du classement du meilleur jeune                                                     |
| Meilleure équipe                    | Indique la meilleure équipe                                                                     | Super combatif                         | Indique le super combatif                                                                                |
|                                     | Indique un maillot de champion national ou mondial, suivi de sa spécialité                      | NP                                     | Indique un coureur qui n'a pas pris le départ d'une étape, suivi du numéro de l'étape où il s'est retiré |
| AB                                  | Indique un coureur qui n'a pas terminé une étape, suivi du numéro de l'étape où il s'est retiré | HD                                     | Indique un coureur qui a terminé une étape hors des délais, suivi du numéro de l'étape                   |
| EX                                  | Coureur exclu pour non-respect du règlement, suivi du numéro de l'étape                         | *                                      | Indique un coureur en lice pour le classement du meilleur jeune (coureurs nés après le 1er janvier 1976) |

| US Postal Service USP | US Postal Service USP       | US Postal Service USP |
| --------------------- | --------------------------- | --------------------- |
| Num                   | Coureur                     | Pos                   |
| 1                     | Lance Armstrong (USA)       | 1er                   |
| 2                     | Roberto Heras (ESP)         | 15e                   |
| 3                     | Viatcheslav Ekimov (RUS)    | 82e                   |
| 4                     | Tyler Hamilton (USA)        | 94e                   |
| 5                     | George Hincapie (USA)       | 71e                   |
| 6                     | Steffen Kjærgaard (NOR)     | 101e                  |
| 7                     | Víctor Hugo Peña (COL)      | 79e                   |
| 8                     | José Luis Rubiera (ESP)     | 38e                   |
| 9                     | Christian Vande Velde (USA) | AB-7                  |

| Deutsche Telekom TEL | Deutsche Telekom TEL       | Deutsche Telekom TEL |
| -------------------- | -------------------------- | -------------------- |
| Num                  | Coureur                    | Pos                  |
| 11                   | Jan Ullrich (GER)          | 2e                   |
| 12                   | Udo Bölts (GER)            | 51e                  |
| 13                   | Giuseppe Guerini (ITA)     | 39e                  |
| 14                   | Jens Heppner (GER)         | AB-16                |
| 15                   | Andreas Klöden (GER)       | 26e                  |
| 16                   | Kevin Livingston (USA)     | 43e                  |
| 17                   | Alexandre Vinokourov (KAZ) | 16e                  |
| 18                   | Steffen Wesemann (GER)     | AB-13                |
| 19                   | Erik Zabel (GER)           | 86e                  |

| ONCE-Eroski ONC | ONCE-Eroski ONC                   | ONCE-Eroski ONC |
| --------------- | --------------------------------- | --------------- |
| Num             | Coureur                           | Pos             |
| 21              | Joseba Beloki (ESP)               | 3e              |
| 22              | Santos González (ESP)             | AB-6            |
| 23              | Álvaro González de Galdeano (ESP) | AB-19           |
| 24              | Igor González de Galdeano (ESP)   | 5e              |
| 25              | José Iván Gutiérrez (ESP)         | 64e             |
| 26              | Jörg Jaksche (GER)                | 29e             |
| 27              | Mikel Pradera (ESP)               | 62e             |
| 28              | Carlos Sastre (ESP)               | 20e             |
| 29              | Marcos Serrano (ESP)              | 9e              |

| Festina FES | Festina FES                | Festina FES |
| ----------- | -------------------------- | ----------- |
| Num         | Coureur                    | Pos         |
| 31          | Christophe Moreau (FRA)    | AB-12       |
| 32          | Florent Brard (FRA)        | 100e        |
| 33          | Ángel Casero (ESP)         | AB-10       |
| 34          | Pascal Chanteur (FRA)      | 114e        |
| 35          | Félix García Casas (ESP)   | 37e         |
| 36          | Pascal Lino (FRA)          | 87e         |
| 37          | Luis Pérez Rodríguez (ESP) | 32e         |
| 38          | Arnaud Prétot (FRA)        | AB-7        |
| 39          | Sven Teutenberg (GER)      | 80e         |

| Fassa Bortolo FAS | Fassa Bortolo FAS          | Fassa Bortolo FAS |
| ----------------- | -------------------------- | ----------------- |
| Num               | Coureur                    | Pos               |
| 41                | Francesco Casagrande (ITA) | AB-4              |
| 42                | Fabio Baldato (ITA)        | 81e               |
| 43                | Ivan Basso (ITA)           | NP-8              |
| 44                | Wladimir Belli (ITA)       | 24e               |
| 45                | Sergueï Ivanov (RUS)       | AB-12             |
| 46                | Nicola Loda (ITA)          | 99e               |
| 47                | Alessandro Petacchi (ITA)  | 97e               |
| 48                | Oscar Pozzi (ITA)          | AB-16             |
| 49                | Matteo Tosatto (ITA)       | 60e               |

| Rabobank RAB | Rabobank RAB             | Rabobank RAB |
| ------------ | ------------------------ | ------------ |
| Num          | Coureur                  | Pos          |
| 51           | Michael Boogerd (NED)    | 10e          |
| 52           | Bram de Groot (NED)      | AB-12        |
| 53           | Steven de Jongh (NED)    | AB-7         |
| 54           | Erik Dekker (NED)        | 91e          |
| 55           | Maarten den Bakker (NED) | 75e          |
| 56           | Marc Lotz (NED)          | 93e          |
| 57           | Grischa Niermann (GER)   | NP-17        |
| 58           | Geert Verheyen (BEL)     | 72e          |
| 59           | Marc Wauters (BEL)       | AB-16        |

| Lotto-Adecco ___ | Lotto-Adecco ___         | Lotto-Adecco ___ |
| ---------------- | ------------------------ | ---------------- |
| Num              | Coureur                  | Pos              |
| 61               | Rik Verbrugghe (BEL)     | 112e             |
| 62               | Mario Aerts (BEL)        | 27e              |
| 63               | Serge Baguet (BEL)       | 85e              |
| 64               | Jeroen Blijlevens (NED)  | AB-9             |
| 65               | Fabien De Waele (BEL)    | NP-1             |
| 66               | Guennadi Mikhailov (RUS) | 59e              |
| 67               | Kurt Van de Wouwer (BEL) | AB-12            |
| 68               | Paul Van Hyfte (BEL)     | 92e              |
| 69               | Stive Vermaut (BEL)      | 36e              |

| Cofidis-Le Crédit par Téléphone COF | Cofidis-Le Crédit par Téléphone COF | Cofidis-Le Crédit par Téléphone COF |
| ----------------------------------- | ----------------------------------- | ----------------------------------- |
| Num                                 | Coureur                             | Pos                                 |
| 71                                  | David Millar (GBR)                  | AB-10                               |
| 72                                  | Daniel Atienza (ESP)                | 30e                                 |
| 73                                  | Íñigo Cuesta (ESP)                  | 63e                                 |
| 74                                  | Andrei Kivilev (KAZ)                | 4e                                  |
| 75                                  | Massimiliano Lelli (ITA)            | 67e                                 |
| 76                                  | Nico Mattan (BEL)                   | 78e                                 |
| 77                                  | David Moncoutié (FRA)               | 48e                                 |
| 78                                  | Christophe Rinero (FRA)             | AB-7                                |
| 79                                  | Guido Trentin (ITA)                 | 45e                                 |

| Mapei-Quick Step MAP | Mapei-Quick Step MAP   | Mapei-Quick Step MAP |
| -------------------- | ---------------------- | -------------------- |
| Num                  | Coureur                | Pos                  |
| 81                   | Daniele Nardello (ITA) | 57e                  |
| 82                   | Michele Bartoli (ITA)  | 33e                  |
| 83                   | Paolo Bettini (ITA)    | 70e                  |
| 84                   | Davide Bramati (ITA)   | 142e                 |
| 85                   | Paolo Fornaciari (ITA) | AB-8                 |
| 86                   | Stefano Garzelli (ITA) | 14e                  |
| 87                   | Bart Leysen (BEL)      | AB-13                |
| 88                   | Tom Steels (BEL)       | AB-10                |
| 89                   | Stefano Zanini (ITA)   | AB-7                 |

| iBanesto.com BAN | iBanesto.com BAN                 | iBanesto.com BAN |
| ---------------- | -------------------------------- | ---------------- |
| Num              | Coureur                          | Pos              |
| 91               | Francisco Mancebo (ESP)          | 13e              |
| 92               | Santiago Blanco (ESP)            | AB-13            |
| 93               | Tomasz Brożyna (POL)             | 21e              |
| 94               | José Vicente García Acosta (ESP) | AB-16            |
| 95               | Eladio Jiménez (ESP)             | 105e             |
| 96               | Denis Menchov (RUS)              | 47e              |
| 97               | Jon Odriozola (ESP)              | 69e              |
| 98               | Javier Pascual Rodríguez (ESP)   | 41e              |
| 99               | Leonardo Piepoli (ITA)           | 44e              |

| Crédit Agricole C.A | Crédit Agricole C.A      | Crédit Agricole C.A |
| ------------------- | ------------------------ | ------------------- |
| Num                 | Coureur                  | Pos                 |
| 101                 | Bobby Julich (USA)       | 18e                 |
| 102                 | Frédéric Bessy (FRA)     | 119e                |
| 103                 | Sébastien Hinault (FRA)  | 137e                |
| 104                 | Thor Hushovd (NOR)       | AB-12               |
| 105                 | Christopher Jenner (NZL) | 139e                |
| 106                 | Anthony Morin (FRA)      | 107e                |
| 107                 | Stuart O'Grady (AUS)     | 54e                 |
| 108                 | Jonathan Vaughters (USA) | AB-15               |
| 109                 | Jens Voigt (GER)         | 46e                 |

| Euskaltel-Euskadi EUS | Euskaltel-Euskadi EUS         | Euskaltel-Euskadi EUS |
| --------------------- | ----------------------------- | --------------------- |
| Num                   | Coureur                       | Pos                   |
| 111                   | David Etxebarria (ESP)        | 34e                   |
| 112                   | Ángel Castresana (ESP)        | 103e                  |
| 113                   | Íñigo Chaurreau (ESP)         | 12e                   |
| 114                   | Txema del Olmo (ESP)          | NP-7                  |
| 115                   | Unai Etxebarria (VEN)         | 88e                   |
| 116                   | Iker Flores (ESP)             | AB-2                  |
| 117                   | Roberto Laiseka (ESP)         | 28e                   |
| 118                   | Alberto López de Munain (ESP) | 77e                   |
| 119                   | Haimar Zubeldia (ESP)         | 73e                   |

| AG2R Prévoyance A2R | AG2R Prévoyance A2R        | AG2R Prévoyance A2R |
| ------------------- | -------------------------- | ------------------- |
| Num                 | Coureur                    | Pos                 |
| 121                 | Benoît Salmon (FRA)        | 35e                 |
| 122                 | Christophe Agnolutto (FRA) | 120e                |
| 123                 | Stéphane Bergès (FRA)      | 135e                |
| 124                 | Alexandre Botcharov (RUS)  | 17e                 |
| 125                 | Ludovic Capelle (BEL)      | AB-10               |
| 126                 | Sébastien Demarbaix (BEL)  | 108e                |
| 127                 | Jaan Kirsipuu (EST)        | AB-10               |
| 128                 | Gilles Maignan (FRA)       | 121e                |
| 129                 | Ludovic Turpin (FRA)       | 78e                 |

| CSC-Tiscali CST | CSC-Tiscali CST         | CSC-Tiscali CST |
| --------------- | ----------------------- | --------------- |
| Num             | Coureur                 | Pos             |
| 131             | Laurent Jalabert (FRA)  | 19e             |
| 132             | Michael Blaudzun (DEN)  | 84e             |
| 133             | Francisco Cerezo (ESP)  | 118e            |
| 134             | Marcelino García (ESP)  | 122e            |
| 135             | Nicolas Jalabert (FRA)  | 115e            |
| 136             | Nicolaj Bo Larsen (DEN) | AB-10           |
| 137             | Jakob Piil (DEN)        | 117e            |
| 138             | Nicki Sørensen (DEN)    | 49e             |
| 139             | Rolf Sørensen (DEN)     | 141e            |

| Jean Delatour DEL | Jean Delatour DEL      | Jean Delatour DEL |
| ----------------- | ---------------------- | ----------------- |
| Num               | Coureur                | Pos               |
| 141               | Laurent Brochard (FRA) | 23e               |
| 142               | Jérôme Bernard (FRA)   | 106e              |
| 143               | Gilles Bouvard (FRA)   | 53e               |
| 144               | Stéphane Goubert (FRA) | 31e               |
| 145               | Patrice Halgand (FRA)  | 55e               |
| 146               | Christophe Oriol (FRA) | 111e              |
| 147               | Laurent Roux (FRA)     | 50e               |
| 148               | Eddy Seigneur (FRA)    | 95e               |
| 149               | Olivier Trastour (FRA) | AB-6              |

| Kelme-Costa Blanca KEL | Kelme-Costa Blanca KEL        | Kelme-Costa Blanca KEL |
| ---------------------- | ----------------------------- | ---------------------- |
| Num                    | Coureur                       | Pos                    |
| 151                    | Santiago Botero (COL)         | 8e                     |
| 152                    | Félix Cárdenas (COL)          | 61e                    |
| 153                    | Laurent Desbiens (FRA)        | AB-3                   |
| 154                    | Aitor González (ESP)          | AB-10                  |
| 155                    | José Enrique Gutiérrez (ESP)  | 25e                    |
| 156                    | Javier Pascual Llorente (ESP) | 58e                    |
| 157                    | Óscar Sevilla (ESP)           | 7e                     |
| 158                    | Antonio Tauler (ESP)          | 55e                    |
| 159                    | José Ángel Vidal (ESP)        | 86e                    |

| Bonjour BJR | Bonjour BJR              | Bonjour BJR |
| ----------- | ------------------------ | ----------- |
| Num         | Coureur                  | Pos         |
| 161         | Didier Rous (FRA)        | 11e         |
| 162         | Walter Bénéteau (FRA)    | 42e         |
| 163         | Franck Bouyer (FRA)      | 74e         |
| 164         | Sylvain Chavanel (FRA)   | 65e         |
| 165         | Damien Nazon (FRA)       | 109e        |
| 166         | Olivier Perraudeau (FRA) | 138e        |
| 167         | Franck Renier (FRA)      | 116e        |
| 168         | Jean-Cyril Robin (FRA)   | 56e         |
| 169         | François Simon (FRA)     | 6e          |

| Lampre-Daikin LAM | Lampre-Daikin LAM         | Lampre-Daikin LAM |
| ----------------- | ------------------------- | ----------------- |
| Num               | Coureur                   | Pos               |
| 171               | Marco Serpellini (ITA)    | 125e              |
| 172               | Raivis Belohvoščiks (LAT) | 110e              |
| 173               | Rubens Bertogliati (SUI)  | 140e              |
| 174               | Ludo Dierckxsens (BEL)    | AB-13             |
| 175               | Matteo Frutti (ITA)       | 128e              |
| 176               | Robert Hunter (RSA)       | AB-13             |
| 177               | Marco Pinotti (ITA)       | 52e               |
| 178               | Ján Svorada (CZE)         | 129e              |
| 179               | Johan Verstrepen (BEL)    | 130e              |

| La Française des jeux FDJ | La Française des jeux FDJ | La Française des jeux FDJ |
| ------------------------- | ------------------------- | ------------------------- |
| Num                       | Coureur                   | Pos                       |
| 181                       | Sven Montgomery (SUI)     | AB-16                     |
| 182                       | Jimmy Casper (FRA)        | 144e                      |
| 183                       | Jacky Durand (FRA)        | 127e                      |
| 184                       | Frédéric Guesdon (FRA)    | 124e                      |
| 185                       | Emmanuel Magnien (FRA)    | 113e                      |
| 186                       | Bradley McGee (AUS)       | 83e                       |
| 187                       | Christophe Mengin (FRA)   | 102e                      |
| 188                       | Daniel Schnider (SUI)     | 66e                       |
| 189                       | Nicolas Vogondy (FRA)     | 89e                       |

| Domo-Farm Frites-Latexco DFF | Domo-Farm Frites-Latexco DFF | Domo-Farm Frites-Latexco DFF |
| ---------------------------- | ---------------------------- | ---------------------------- |
| Num                          | Coureur                      | Pos                          |
| 191                          | Romāns Vainšteins (LAT)      | 132e                         |
| 192                          | Enrico Cassani (ITA)         | 143e                         |
| 193                          | Servais Knaven (NED)         | 90e                          |
| 194                          | Axel Merckx (BEL)            | 22e                          |
| 195                          | Marco Milesi (ITA)           | AB-12                        |
| 196                          | Johan Museeuw (BEL)          | AB-13                        |
| 197                          | Fred Rodriguez (USA)         | AB-13                        |
| 198                          | Max van Heeswijk (NED)       | 134e                         |
| 199                          | Piotr Wadecki (POL)          | 68e                          |

| BigMat-Auber 93 BIG | BigMat-Auber 93 BIG        | BigMat-Auber 93 BIG |
| ------------------- | -------------------------- | ------------------- |
| Num                 | Coureur                    | Pos                 |
| 201                 | Stéphane Heulot (FRA)      | 40e                 |
| 202                 | Guillaume Auger (FRA)      | 136e                |
| 203                 | Ludovic Auger (FRA)        | 133e                |
| 204                 | Christophe Capelle (FRA)   | 123e                |
| 205                 | Thierry Gouvenou (FRA)     | 131e                |
| 206                 | Xavier Jan (FRA)           | NP-14               |
| 207                 | Loïc Lamouller (FRA)       | AB-9                |
| 208                 | Alexei Sivakov (RUS)       | 104e                |
| 209                 | Sébastien Talabardon (FRA) | 126e                |

| US Postal Service USP | US Postal Service USP       | US Postal Service USP |
| --------------------- | --------------------------- | --------------------- |
| Num                   | Coureur                     | Pos                   |
| 1                     | Lance Armstrong (USA)       | 1er                   |
| 2                     | Roberto Heras (ESP)         | 15e                   |
| 3                     | Viatcheslav Ekimov (RUS)    | 82e                   |
| 4                     | Tyler Hamilton (USA)        | 94e                   |
| 5                     | George Hincapie (USA)       | 71e                   |
| 6                     | Steffen Kjærgaard (NOR)     | 101e                  |
| 7                     | Víctor Hugo Peña (COL)      | 79e                   |
| 8                     | José Luis Rubiera (ESP)     | 38e                   |
| 9                     | Christian Vande Velde (USA) | AB-7                  |

| Deutsche Telekom TEL | Deutsche Telekom TEL       | Deutsche Telekom TEL |
| -------------------- | -------------------------- | -------------------- |
| Num                  | Coureur                    | Pos                  |
| 11                   | Jan Ullrich (GER)          | 2e                   |
| 12                   | Udo Bölts (GER)            | 51e                  |
| 13                   | Giuseppe Guerini (ITA)     | 39e                  |
| 14                   | Jens Heppner (GER)         | AB-16                |
| 15                   | Andreas Klöden (GER)       | 26e                  |
| 16                   | Kevin Livingston (USA)     | 43e                  |
| 17                   | Alexandre Vinokourov (KAZ) | 16e                  |
| 18                   | Steffen Wesemann (GER)     | AB-13                |
| 19                   | Erik Zabel (GER)           | 86e                  |

| ONCE-Eroski ONC | ONCE-Eroski ONC                   | ONCE-Eroski ONC |
| --------------- | --------------------------------- | --------------- |
| Num             | Coureur                           | Pos             |
| 21              | Joseba Beloki (ESP)               | 3e              |
| 22              | Santos González (ESP)             | AB-6            |
| 23              | Álvaro González de Galdeano (ESP) | AB-19           |
| 24              | Igor González de Galdeano (ESP)   | 5e              |
| 25              | José Iván Gutiérrez (ESP)         | 64e             |
| 26              | Jörg Jaksche (GER)                | 29e             |
| 27              | Mikel Pradera (ESP)               | 62e             |
| 28              | Carlos Sastre (ESP)               | 20e             |
| 29              | Marcos Serrano (ESP)              | 9e              |

| Festina FES | Festina FES                | Festina FES |
| ----------- | -------------------------- | ----------- |
| Num         | Coureur                    | Pos         |
| 31          | Christophe Moreau (FRA)    | AB-12       |
| 32          | Florent Brard (FRA)        | 100e        |
| 33          | Ángel Casero (ESP)         | AB-10       |
| 34          | Pascal Chanteur (FRA)      | 114e        |
| 35          | Félix García Casas (ESP)   | 37e         |
| 36          | Pascal Lino (FRA)          | 87e         |
| 37          | Luis Pérez Rodríguez (ESP) | 32e         |
| 38          | Arnaud Prétot (FRA)        | AB-7        |
| 39          | Sven Teutenberg (GER)      | 80e         |

| Fassa Bortolo FAS | Fassa Bortolo FAS          | Fassa Bortolo FAS |
| ----------------- | -------------------------- | ----------------- |
| Num               | Coureur                    | Pos               |
| 41                | Francesco Casagrande (ITA) | AB-4              |
| 42                | Fabio Baldato (ITA)        | 81e               |
| 43                | Ivan Basso (ITA)           | NP-8              |
| 44                | Wladimir Belli (ITA)       | 24e               |
| 45                | Sergueï Ivanov (RUS)       | AB-12             |
| 46                | Nicola Loda (ITA)          | 99e               |
| 47                | Alessandro Petacchi (ITA)  | 97e               |
| 48                | Oscar Pozzi (ITA)          | AB-16             |
| 49                | Matteo Tosatto (ITA)       | 60e               |

| Rabobank RAB | Rabobank RAB             | Rabobank RAB |
| ------------ | ------------------------ | ------------ |
| Num          | Coureur                  | Pos          |
| 51           | Michael Boogerd (NED)    | 10e          |
| 52           | Bram de Groot (NED)      | AB-12        |
| 53           | Steven de Jongh (NED)    | AB-7         |
| 54           | Erik Dekker (NED)        | 91e          |
| 55           | Maarten den Bakker (NED) | 75e          |
| 56           | Marc Lotz (NED)          | 93e          |
| 57           | Grischa Niermann (GER)   | NP-17        |
| 58           | Geert Verheyen (BEL)     | 72e          |
| 59           | Marc Wauters (BEL)       | AB-16        |

| Lotto-Adecco ___ | Lotto-Adecco ___         | Lotto-Adecco ___ |
| ---------------- | ------------------------ | ---------------- |
| Num              | Coureur                  | Pos              |
| 61               | Rik Verbrugghe (BEL)     | 112e             |
| 62               | Mario Aerts (BEL)        | 27e              |
| 63               | Serge Baguet (BEL)       | 85e              |
| 64               | Jeroen Blijlevens (NED)  | AB-9             |
| 65               | Fabien De Waele (BEL)    | NP-1             |
| 66               | Guennadi Mikhailov (RUS) | 59e              |
| 67               | Kurt Van de Wouwer (BEL) | AB-12            |
| 68               | Paul Van Hyfte (BEL)     | 92e              |
| 69               | Stive Vermaut (BEL)      | 36e              |

| Cofidis-Le Crédit par Téléphone COF | Cofidis-Le Crédit par Téléphone COF | Cofidis-Le Crédit par Téléphone COF |
| ----------------------------------- | ----------------------------------- | ----------------------------------- |
| Num                                 | Coureur                             | Pos                                 |
| 71                                  | David Millar (GBR)                  | AB-10                               |
| 72                                  | Daniel Atienza (ESP)                | 30e                                 |
| 73                                  | Íñigo Cuesta (ESP)                  | 63e                                 |
| 74                                  | Andrei Kivilev (KAZ)                | 4e                                  |
| 75                                  | Massimiliano Lelli (ITA)            | 67e                                 |
| 76                                  | Nico Mattan (BEL)                   | 78e                                 |
| 77                                  | David Moncoutié (FRA)               | 48e                                 |
| 78                                  | Christophe Rinero (FRA)             | AB-7                                |
| 79                                  | Guido Trentin (ITA)                 | 45e                                 |

| Mapei-Quick Step MAP | Mapei-Quick Step MAP   | Mapei-Quick Step MAP |
| -------------------- | ---------------------- | -------------------- |
| Num                  | Coureur                | Pos                  |
| 81                   | Daniele Nardello (ITA) | 57e                  |
| 82                   | Michele Bartoli (ITA)  | 33e                  |
| 83                   | Paolo Bettini (ITA)    | 70e                  |
| 84                   | Davide Bramati (ITA)   | 142e                 |
| 85                   | Paolo Fornaciari (ITA) | AB-8                 |
| 86                   | Stefano Garzelli (ITA) | 14e                  |
| 87                   | Bart Leysen (BEL)      | AB-13                |
| 88                   | Tom Steels (BEL)       | AB-10                |
| 89                   | Stefano Zanini (ITA)   | AB-7                 |

| iBanesto.com BAN | iBanesto.com BAN                 | iBanesto.com BAN |
| ---------------- | -------------------------------- | ---------------- |
| Num              | Coureur                          | Pos              |
| 91               | Francisco Mancebo (ESP)          | 13e              |
| 92               | Santiago Blanco (ESP)            | AB-13            |
| 93               | Tomasz Brożyna (POL)             | 21e              |
| 94               | José Vicente García Acosta (ESP) | AB-16            |
| 95               | Eladio Jiménez (ESP)             | 105e             |
| 96               | Denis Menchov (RUS)              | 47e              |
| 97               | Jon Odriozola (ESP)              | 69e              |
| 98               | Javier Pascual Rodríguez (ESP)   | 41e              |
| 99               | Leonardo Piepoli (ITA)           | 44e              |

| Crédit Agricole C.A | Crédit Agricole C.A      | Crédit Agricole C.A |
| ------------------- | ------------------------ | ------------------- |
| Num                 | Coureur                  | Pos                 |
| 101                 | Bobby Julich (USA)       | 18e                 |
| 102                 | Frédéric Bessy (FRA)     | 119e                |
| 103                 | Sébastien Hinault (FRA)  | 137e                |
| 104                 | Thor Hushovd (NOR)       | AB-12               |
| 105                 | Christopher Jenner (NZL) | 139e                |
| 106                 | Anthony Morin (FRA)      | 107e                |
| 107                 | Stuart O'Grady (AUS)     | 54e                 |
| 108                 | Jonathan Vaughters (USA) | AB-15               |
| 109                 | Jens Voigt (GER)         | 46e                 |

| Euskaltel-Euskadi EUS | Euskaltel-Euskadi EUS         | Euskaltel-Euskadi EUS |
| --------------------- | ----------------------------- | --------------------- |
| Num                   | Coureur                       | Pos                   |
| 111                   | David Etxebarria (ESP)        | 34e                   |
| 112                   | Ángel Castresana (ESP)        | 103e                  |
| 113                   | Íñigo Chaurreau (ESP)         | 12e                   |
| 114                   | Txema del Olmo (ESP)          | NP-7                  |
| 115                   | Unai Etxebarria (VEN)         | 88e                   |
| 116                   | Iker Flores (ESP)             | AB-2                  |
| 117                   | Roberto Laiseka (ESP)         | 28e                   |
| 118                   | Alberto López de Munain (ESP) | 77e                   |
| 119                   | Haimar Zubeldia (ESP)         | 73e                   |

| AG2R Prévoyance A2R | AG2R Prévoyance A2R        | AG2R Prévoyance A2R |
| ------------------- | -------------------------- | ------------------- |
| Num                 | Coureur                    | Pos                 |
| 121                 | Benoît Salmon (FRA)        | 35e                 |
| 122                 | Christophe Agnolutto (FRA) | 120e                |
| 123                 | Stéphane Bergès (FRA)      | 135e                |
| 124                 | Alexandre Botcharov (RUS)  | 17e                 |
| 125                 | Ludovic Capelle (BEL)      | AB-10               |
| 126                 | Sébastien Demarbaix (BEL)  | 108e                |
| 127                 | Jaan Kirsipuu (EST)        | AB-10               |
| 128                 | Gilles Maignan (FRA)       | 121e                |
| 129                 | Ludovic Turpin (FRA)       | 78e                 |

| CSC-Tiscali CST | CSC-Tiscali CST         | CSC-Tiscali CST |
| --------------- | ----------------------- | --------------- |
| Num             | Coureur                 | Pos             |
| 131             | Laurent Jalabert (FRA)  | 19e             |
| 132             | Michael Blaudzun (DEN)  | 84e             |
| 133             | Francisco Cerezo (ESP)  | 118e            |
| 134             | Marcelino García (ESP)  | 122e            |
| 135             | Nicolas Jalabert (FRA)  | 115e            |
| 136             | Nicolaj Bo Larsen (DEN) | AB-10           |
| 137             | Jakob Piil (DEN)        | 117e            |
| 138             | Nicki Sørensen (DEN)    | 49e             |
| 139             | Rolf Sørensen (DEN)     | 141e            |

| Jean Delatour DEL | Jean Delatour DEL      | Jean Delatour DEL |
| ----------------- | ---------------------- | ----------------- |
| Num               | Coureur                | Pos               |
| 141               | Laurent Brochard (FRA) | 23e               |
| 142               | Jérôme Bernard (FRA)   | 106e              |
| 143               | Gilles Bouvard (FRA)   | 53e               |
| 144               | Stéphane Goubert (FRA) | 31e               |
| 145               | Patrice Halgand (FRA)  | 55e               |
| 146               | Christophe Oriol (FRA) | 111e              |
| 147               | Laurent Roux (FRA)     | 50e               |
| 148               | Eddy Seigneur (FRA)    | 95e               |
| 149               | Olivier Trastour (FRA) | AB-6              |

| Kelme-Costa Blanca KEL | Kelme-Costa Blanca KEL        | Kelme-Costa Blanca KEL |
| ---------------------- | ----------------------------- | ---------------------- |
| Num                    | Coureur                       | Pos                    |
| 151                    | Santiago Botero (COL)         | 8e                     |
| 152                    | Félix Cárdenas (COL)          | 61e                    |
| 153                    | Laurent Desbiens (FRA)        | AB-3                   |
| 154                    | Aitor González (ESP)          | AB-10                  |
| 155                    | José Enrique Gutiérrez (ESP)  | 25e                    |
| 156                    | Javier Pascual Llorente (ESP) | 58e                    |
| 157                    | Óscar Sevilla (ESP)           | 7e                     |
| 158                    | Antonio Tauler (ESP)          | 55e                    |
| 159                    | José Ángel Vidal (ESP)        | 86e                    |

| Bonjour BJR | Bonjour BJR              | Bonjour BJR |
| ----------- | ------------------------ | ----------- |
| Num         | Coureur                  | Pos         |
| 161         | Didier Rous (FRA)        | 11e         |
| 162         | Walter Bénéteau (FRA)    | 42e         |
| 163         | Franck Bouyer (FRA)      | 74e         |
| 164         | Sylvain Chavanel (FRA)   | 65e         |
| 165         | Damien Nazon (FRA)       | 109e        |
| 166         | Olivier Perraudeau (FRA) | 138e        |
| 167         | Franck Renier (FRA)      | 116e        |
| 168         | Jean-Cyril Robin (FRA)   | 56e         |
| 169         | François Simon (FRA)     | 6e          |

| Lampre-Daikin LAM | Lampre-Daikin LAM         | Lampre-Daikin LAM |
| ----------------- | ------------------------- | ----------------- |
| Num               | Coureur                   | Pos               |
| 171               | Marco Serpellini (ITA)    | 125e              |
| 172               | Raivis Belohvoščiks (LAT) | 110e              |
| 173               | Rubens Bertogliati (SUI)  | 140e              |
| 174               | Ludo Dierckxsens (BEL)    | AB-13             |
| 175               | Matteo Frutti (ITA)       | 128e              |
| 176               | Robert Hunter (RSA)       | AB-13             |
| 177               | Marco Pinotti (ITA)       | 52e               |
| 178               | Ján Svorada (CZE)         | 129e              |
| 179               | Johan Verstrepen (BEL)    | 130e              |

| La Française des jeux FDJ | La Française des jeux FDJ | La Française des jeux FDJ |
| ------------------------- | ------------------------- | ------------------------- |
| Num                       | Coureur                   | Pos                       |
| 181                       | Sven Montgomery (SUI)     | AB-16                     |
| 182                       | Jimmy Casper (FRA)        | 144e                      |
| 183                       | Jacky Durand (FRA)        | 127e                      |
| 184                       | Frédéric Guesdon (FRA)    | 124e                      |
| 185                       | Emmanuel Magnien (FRA)    | 113e                      |
| 186                       | Bradley McGee (AUS)       | 83e                       |
| 187                       | Christophe Mengin (FRA)   | 102e                      |
| 188                       | Daniel Schnider (SUI)     | 66e                       |
| 189                       | Nicolas Vogondy (FRA)     | 89e                       |

| Domo-Farm Frites-Latexco DFF | Domo-Farm Frites-Latexco DFF | Domo-Farm Frites-Latexco DFF |
| ---------------------------- | ---------------------------- | ---------------------------- |
| Num                          | Coureur                      | Pos                          |
| 191                          | Romāns Vainšteins (LAT)      | 132e                         |
| 192                          | Enrico Cassani (ITA)         | 143e                         |
| 193                          | Servais Knaven (NED)         | 90e                          |
| 194                          | Axel Merckx (BEL)            | 22e                          |
| 195                          | Marco Milesi (ITA)           | AB-12                        |
| 196                          | Johan Museeuw (BEL)          | AB-13                        |
| 197                          | Fred Rodriguez (USA)         | AB-13                        |
| 198                          | Max van Heeswijk (NED)       | 134e                         |
| 199                          | Piotr Wadecki (POL)          | 68e                          |

| BigMat-Auber 93 BIG | BigMat-Auber 93 BIG        | BigMat-Auber 93 BIG |
| ------------------- | -------------------------- | ------------------- |
| Num                 | Coureur                    | Pos                 |
| 201                 | Stéphane Heulot (FRA)      | 40e                 |
| 202                 | Guillaume Auger (FRA)      | 136e                |
| 203                 | Ludovic Auger (FRA)        | 133e                |
| 204                 | Christophe Capelle (FRA)   | 123e                |
| 205                 | Thierry Gouvenou (FRA)     | 131e                |
| 206                 | Xavier Jan (FRA)           | NP-14               |
| 207                 | Loïc Lamouller (FRA)       | AB-9                |
| 208                 | Alexei Sivakov (RUS)       | 104e                |
| 209                 | Sébastien Talabardon (FRA) | 126e                |